# Vaccinium schlechterianum
Vaccinium schlechterianum är en ljungväxtart som beskrevs av Herman Otto Sleumer. Vaccinium schlechterianum ingår i Blåbärssläktet, och familjen ljungväxter. Inga underarter finns listade i Catalogue of Life.